# 野球選手が夢だった。
『野球選手が夢だった。』（やきゅうせんしゅがゆめだった。）は1990年7月25日に発売されたKAN5作目のアルバム。

## 概要
本作からシングルカットされた「愛は勝つ」のロングヒットにより徐々に売上を伸ばし、翌年1991年度のアルバムチャート17位にランクインした。
最初のレコーディングでアレンジャーに佐藤準を起用、「青春国道202」と、「それでもふられてしまう男」の2曲がレコーディングされた。しかしKANが作成したデモテープのアレンジと全く違うリズムパターンでアレンジされていたことにKANは立腹、「これは自分の曲ではない」と言ってスタジオを去ろうとするなど、大いにもめたレコーディングとなった。この事がきっかけで、次のレコーディングではアレンジャーを変更し、共同アレンジャーとして小林信吾が参加。本作以後、12thアルバム『KREMLINMAN』までは、KANの最も信頼するアレンジャーとして、殆んどのKANの楽曲を手がける。
ジャケット写真の撮影場所は多摩川の河川敷。東急田園都市線の現二子玉川駅近くの野球広場である。このアルバムのジャケットの表紙の写真選びでもKANとプロデューサーで対立し大きく揉めたが、期限が目前に迫っていたため止むを得ずKANが折れた。KANが希望していた写真はブックレットの裏表紙に使用された。

## 収録曲
| 全作詞・作曲: KAN、全編曲: 小林信吾・KAN（※特記以外）。 |                                        |       |            |      |
| #                                                       | タイトル                               | 作詞  | 作曲・編曲 | 時間 |
| 1.                                                      | 「愛は勝つ」                           | KAN   | KAN        | 4:07 |
| 2.                                                      | 「恋する二人の834㎞」                  | KAN   | KAN        | 3:42 |
| 3.                                                      | 「けやき通りがいろづく頃」             | KAN   | KAN        | 4:18 |
| 4.                                                      | 「青春国道202」(※編曲: 佐藤準)         | KAN   | KAN        | 4:21 |
| 5.                                                      | 「千歳」                               | KAN   | KAN        | 4:35 |
| 6.                                                      | 「Happy Birthday」                     | KAN   | KAN        | 4:25 |
| 7.                                                      | 「僕たちのEaster」                     | KAN   | KAN        | 4:24 |
| 8.                                                      | 「健全 安全 好青年」                   | KAN   | KAN        | 4:27 |
| 9.                                                      | 「1989 (A Ballade of Bobby & Olivia)」 | KAN   | KAN        | 8:26 |
| 10.                                                     | 「君が好き胸が痛い」(※編曲: KAN)       | KAN   | KAN        | 4:32 |
| 合計時間:                                               | 合計時間:                              | 47:17 |            |      |